# Lista över fornlämningar i Gotlands kommun (Fårö)
Lista över fornlämningar i Gotlands kommun (Fårö) är en förteckning av ett urval av de fornlämningar som finns i Fårö i Gotlands kommun.
| Namn                               | Lämningstyp                      | Tillkomsttid | Historisk indelning | Plats | Läge                 | ID-nr          | Bild                                      |
| ---------------------------------- | -------------------------------- | ------------ | ------------------- | ----- | -------------------- | -------------- | ----------------------------------------- |
| Fårö 1:1                           | Gravfält                         |              | Fårö, Gotland       |       | 57.998095, 19.240053 | 10092000010001 | Ladda upp en till bild av detta fornminne |
| Fårö 2:1                           | Stensättning                     |              | Fårö, Gotland       |       | 57.998272, 19.189194 | 10092000020001 | Ladda upp en till bild av detta fornminne |
| Fårö 2:2                           | Stensättning                     |              | Fårö, Gotland       |       | 57.998243, 19.189309 | 10092000020002 | Ladda upp en till bild av detta fornminne |
| Fårö 2:3                           | Stensättning                     |              | Fårö, Gotland       |       | 57.998183, 19.189440 | 10092000020003 | Ladda upp en till bild av detta fornminne |
| Fårö 2:4                           | Stensättning                     |              | Fårö, Gotland       |       | 57.998112, 19.189560 | 10092000020004 | Ladda upp en till bild av detta fornminne |
| Fårö 3:1                           | Röse                             |              | Fårö, Gotland       |       | 57.996646, 19.180552 | 10092000030001 | Ladda upp en till bild av detta fornminne |
| Fårö 4:1                           | Gravfält                         |              | Fårö, Gotland       |       | 57.994079, 19.215320 | 10092000040001 | Ladda upp en bild av detta fornminne      |
| Fårö 9:1                           | Stensättning                     |              | Fårö, Gotland       |       | 57.969758, 19.195207 | 10092000090001 | Ladda upp en bild av detta fornminne      |
| Lauters stainkalm (Fårö 10:1)      | Gravfält                         |              | Fårö, Gotland       |       | 57.968938, 19.118364 | 10092000100001 | Ladda upp en till bild av detta fornminne |
| Fårö 11:1                          | Stensättning                     |              | Fårö, Gotland       |       | 57.966100, 19.134502 | 10092000110001 | Ladda upp en bild av detta fornminne      |
| Fårö 11:2                          | Stensättning                     |              | Fårö, Gotland       |       | 57.966375, 19.134963 | 10092000110002 | Ladda upp en bild av detta fornminne      |
| Fårö 12:1                          | Stensättning                     |              | Fårö, Gotland       |       | 57.964856, 19.131183 | 10092000120001 | Ladda upp en bild av detta fornminne      |
| Fårö 14:1                          | Stenkrets                        |              | Fårö, Gotland       |       | 57.960164, 19.113278 | 10092000140001 | Ladda upp en bild av detta fornminne      |
| Fårö 14:2                          | Stensättning                     |              | Fårö, Gotland       |       | 57.960237, 19.112596 | 10092000140002 | Ladda upp en bild av detta fornminne      |
| Fårö 14:3                          | Stensättning                     |              | Fårö, Gotland       |       | 57.960274, 19.112401 | 10092000140003 | Ladda upp en bild av detta fornminne      |
| Fårö 15:1                          | Röse                             |              | Fårö, Gotland       |       | 57.959055, 19.124434 | 10092000150001 | Ladda upp en bild av detta fornminne      |
| Fårö 16:1                          | Husgrund, förhistorisk/medeltida |              | Fårö, Gotland       |       | 57.952011, 19.198146 | 10092000160001 | Ladda upp en bild av detta fornminne      |
| Fårö 17:1                          | Husgrund, förhistorisk/medeltida |              | Fårö, Gotland       |       | 57.949960, 19.208482 | 10092000170001 | Ladda upp en bild av detta fornminne      |
| Fårö 17:2                          | Husgrund, förhistorisk/medeltida |              | Fårö, Gotland       |       | 57.949817, 19.207957 | 10092000170002 | Ladda upp en bild av detta fornminne      |
| Fårö 18:1                          | Stensättning                     |              | Fårö, Gotland       |       | 57.947888, 19.200958 | 10092000180001 | Ladda upp en bild av detta fornminne      |
| Fårö 19:1                          | Stensättning                     |              | Fårö, Gotland       |       | 57.948194, 19.207779 | 10092000190001 | Ladda upp en bild av detta fornminne      |
| Fårö 20:1                          | Stensättning                     |              | Fårö, Gotland       |       | 57.944573, 19.184922 | 10092000200001 | Ladda upp en bild av detta fornminne      |
| Fårö 21:1                          | Stensättning                     |              | Fårö, Gotland       |       | 57.945019, 19.182884 | 10092000210001 | Ladda upp en bild av detta fornminne      |
| Fårö 21:2                          | Stensättning                     |              | Fårö, Gotland       |       | 57.944937, 19.182812 | 10092000210002 | Ladda upp en bild av detta fornminne      |
| 3) Brudväten (Fårö 22:1)           | Runristning                      |              | Fårö, Gotland       |       | 57.944556, 19.201058 | 10092000220001 | Ladda upp en bild av detta fornminne      |
| Fårö 23:1                          | Stensättning                     |              | Fårö, Gotland       |       | 57.943052, 19.223194 | 10092000230001 | Ladda upp en bild av detta fornminne      |
| Fårö 23:2                          | Stensättning                     |              | Fårö, Gotland       |       | 57.942934, 19.223233 | 10092000230002 | Ladda upp en bild av detta fornminne      |
| Fårö 24:1                          | Grav övrig                       |              | Fårö, Gotland       |       | 57.943930, 19.185106 | 10092000240001 | Ladda upp en bild av detta fornminne      |
| Fårö 25:1                          | Stensättning                     |              | Fårö, Gotland       |       | 57.943223, 19.184203 | 10092000250001 | Ladda upp en bild av detta fornminne      |
| Fårö 25:2                          | Stenkrets                        |              | Fårö, Gotland       |       | 57.943218, 19.184310 | 10092000250002 | Ladda upp en bild av detta fornminne      |
| Fårö 25:3                          | Stensättning                     |              | Fårö, Gotland       |       | 57.943197, 19.184410 | 10092000250003 | Ladda upp en bild av detta fornminne      |
| Fårö 26:1                          | Stensättning                     |              | Fårö, Gotland       |       | 57.941601, 19.185470 | 10092000260001 | Ladda upp en bild av detta fornminne      |
| Fårö 26:2                          | Stensättning                     |              | Fårö, Gotland       |       | 57.941544, 19.185626 | 10092000260002 | Ladda upp en bild av detta fornminne      |
| Fårö 27:1                          | Stensättning                     |              | Fårö, Gotland       |       | 57.942613, 19.181438 | 10092000270001 | Ladda upp en bild av detta fornminne      |
| Fårö 27:2                          | Stensättning                     |              | Fårö, Gotland       |       | 57.942510, 19.181368 | 10092000270002 | Ladda upp en bild av detta fornminne      |
| Fårö 27:3                          | Stensättning                     |              | Fårö, Gotland       |       | 57.942420, 19.181333 | 10092000270003 | Ladda upp en bild av detta fornminne      |
| Fårö 28:1                          | Stensättning                     |              | Fårö, Gotland       |       | 57.941700, 19.183738 | 10092000280001 | Ladda upp en bild av detta fornminne      |
| Fårö 29:1                          | Gravfält                         |              | Fårö, Gotland       |       | 57.943259, 19.090061 | 10092000290001 | Ladda upp en till bild av detta fornminne |
| Fårö 29:2                          | Stensättning                     |              | Fårö, Gotland       |       | 57.943591, 19.092414 | 10092000290002 | Ladda upp en bild av detta fornminne      |
| Fårö 29:4                          | Stenkistgrav                     |              | Fårö, Gotland       |       | 57.943157, 19.090615 | 10092000290004 | Ladda upp en bild av detta fornminne      |
| Fårö 30:1                          | Husgrund, förhistorisk/medeltida |              | Fårö, Gotland       |       | 57.939044, 19.127271 | 10092000300001 | Ladda upp en bild av detta fornminne      |
| Fårö 31:1                          | Röse                             |              | Fårö, Gotland       |       | 57.934827, 19.186365 | 10092000310001 | Ladda upp en bild av detta fornminne      |
| Fårö 32:1                          | Stensättning                     |              | Fårö, Gotland       |       | 57.935453, 19.188296 | 10092000320001 | Ladda upp en bild av detta fornminne      |
| Fårö 32:2                          | Stensättning                     |              | Fårö, Gotland       |       | 57.935245, 19.188321 | 10092000320002 | Ladda upp en bild av detta fornminne      |
| Fårö 33:1                          | Stensättning                     |              | Fårö, Gotland       |       | 57.934234, 19.186031 | 10092000330001 | Ladda upp en bild av detta fornminne      |
| Fårö 34:1                          | Stensättning                     |              | Fårö, Gotland       |       | 57.934811, 19.188110 | 10092000340001 | Ladda upp en bild av detta fornminne      |
| Fårö 34:2                          | Stensättning                     |              | Fårö, Gotland       |       | 57.934730, 19.188035 | 10092000340002 | Ladda upp en bild av detta fornminne      |
| Fårö 35:1                          | Röse                             |              | Fårö, Gotland       |       | 57.930965, 19.190364 | 10092000350001 | Ladda upp en bild av detta fornminne      |
| Fårö 36:1                          | Stensättning                     |              | Fårö, Gotland       |       | 57.930475, 19.191096 | 10092000360001 | Ladda upp en bild av detta fornminne      |
| Fårö 37:1                          | Stensättning                     |              | Fårö, Gotland       |       | 57.929276, 19.150677 | 10092000370001 | Ladda upp en bild av detta fornminne      |
| Fårö 38:1                          | Stensättning                     |              | Fårö, Gotland       |       | 57.920293, 19.056792 | 10092000380001 | Ladda upp en bild av detta fornminne      |
| Fårö 38:2                          | Stensättning                     |              | Fårö, Gotland       |       | 57.920276, 19.056942 | 10092000380002 | Ladda upp en bild av detta fornminne      |
| Fårö 39:1                          | Gravfält                         |              | Fårö, Gotland       |       | 57.916350, 19.136683 | 10092000390001 | Ladda upp en bild av detta fornminne      |
| Fårö 39:2                          | Stensättning                     |              | Fårö, Gotland       |       | 57.916362, 19.136121 | 10092000390002 | Ladda upp en bild av detta fornminne      |
| Fårö 40:1                          | Runristning                      |              | Fårö, Gotland       |       | 57.915777, 19.133054 | 10092000400001 | Ladda upp en till bild av detta fornminne |
| Fårö 41:1                          | Röse                             |              | Fårö, Gotland       |       | 57.918557, 19.048120 | 10092000410001 | Ladda upp en bild av detta fornminne      |
| Fårö 42:1                          | Husgrund, förhistorisk/medeltida |              | Fårö, Gotland       |       | 57.915715, 19.088927 | 10092000420001 | Ladda upp en bild av detta fornminne      |
| Fårö 42:3                          | Husgrund, förhistorisk/medeltida |              | Fårö, Gotland       |       | 57.915808, 19.091136 | 10092000420003 | Ladda upp en bild av detta fornminne      |
| Fårö 43:1                          | Stensättning                     |              | Fårö, Gotland       |       | 57.914213, 19.121179 | 10092000430001 | Ladda upp en bild av detta fornminne      |
| Fårö 45:1                          | Hällristning                     |              | Fårö, Gotland       |       | 57.914583, 19.049806 | 11100000000270 | Ladda upp en bild av detta fornminne      |
| Fårö 45:2                          | Hällristning                     |              | Fårö, Gotland       |       | 57.914634, 19.049630 | 11100000000271 | Ladda upp en bild av detta fornminne      |
| Fårö 46:2                          | Gravfält                         |              | Fårö, Gotland       |       | 57.910900, 19.085704 | 10092000460002 | Ladda upp en till bild av detta fornminne |
| Fårö 47:1                          | Husgrund, förhistorisk/medeltida |              | Fårö, Gotland       |       | 57.907936, 19.069988 | 10092000470001 | Ladda upp en bild av detta fornminne      |
| Fårö 48:1                          | Husgrund, förhistorisk/medeltida |              | Fårö, Gotland       |       | 57.908140, 19.067610 | 10092000480001 | Ladda upp en bild av detta fornminne      |
| Fårö 49:1                          | Husgrund, förhistorisk/medeltida |              | Fårö, Gotland       |       | 57.908206, 19.083906 | 11000000000880 | Ladda upp en bild av detta fornminne      |
| Fårö 49:3                          | Husgrund, förhistorisk/medeltida |              | Fårö, Gotland       |       | 57.907549, 19.084394 | 11000000000882 | Ladda upp en bild av detta fornminne      |
| Fårö 50:1                          | Röse                             |              | Fårö, Gotland       |       | 57.905777, 19.102686 | 10092000500001 | Ladda upp en bild av detta fornminne      |
| Fårö 51:1                          | Husgrund, förhistorisk/medeltida |              | Fårö, Gotland       |       | 57.905354, 19.104661 | 10092000510001 | Ladda upp en bild av detta fornminne      |
| Skalle Hau (Fårö 53:1)             | Gravfält                         |              | Fårö, Gotland       |       | 57.903606, 19.122595 | 10092000530001 | Ladda upp en bild av detta fornminne      |
| Fårö 54:1                          | Stensättning                     |              | Fårö, Gotland       |       | 57.904705, 19.080176 | 10092000540001 | Ladda upp en bild av detta fornminne      |
| Fårö 55:1                          | Stenkrets                        |              | Fårö, Gotland       |       | 57.900201, 19.142033 | 10092000550001 | Ladda upp en bild av detta fornminne      |
| Fårö 56:1                          | Husgrund, förhistorisk/medeltida |              | Fårö, Gotland       |       | 57.902585, 19.076526 | 10092000560001 | Ladda upp en bild av detta fornminne      |
| Fårö 56:2                          | Husgrund, förhistorisk/medeltida |              | Fårö, Gotland       |       | 57.902790, 19.077499 | 10092000560002 | Ladda upp en bild av detta fornminne      |
| Fårö 56:4                          | Husgrund, förhistorisk/medeltida |              | Fårö, Gotland       |       | 57.903167, 19.077617 | 10092000560004 | Ladda upp en bild av detta fornminne      |
| Fårö 57:1                          | Gravfält                         |              | Fårö, Gotland       |       | 57.904643, 19.086517 | 10092000570001 | Ladda upp en bild av detta fornminne      |
| Fårö 58:1                          | Stensättning                     |              | Fårö, Gotland       |       | 57.901242, 19.082370 | 10092000580001 | Ladda upp en bild av detta fornminne      |
| Fårö 59:1                          | Hällristning                     |              | Fårö, Gotland       |       | 57.901954, 19.067760 | 11100000000337 | Ladda upp en bild av detta fornminne      |
| Fårö 62:1                          | Husgrund, förhistorisk/medeltida |              | Fårö, Gotland       |       | 57.892057, 19.133112 | 10092000620001 | Ladda upp en bild av detta fornminne      |
| Fårö 62:2                          | Husgrund, förhistorisk/medeltida |              | Fårö, Gotland       |       | 57.891553, 19.132999 | 10092000620002 | Ladda upp en bild av detta fornminne      |
| Stora Hau (Fårö 63:1)              | Röse                             |              | Fårö, Gotland       |       | 57.887591, 19.160814 | 10092000630001 | Ladda upp en bild av detta fornminne      |
| Fårö 64:1                          | Röse                             |              | Fårö, Gotland       |       | 57.888755, 19.125750 | 10092000640001 | Ladda upp en bild av detta fornminne      |
| Fårö 64:2                          | Stensättning                     |              | Fårö, Gotland       |       | 57.888746, 19.126110 | 10092000640002 | Ladda upp en bild av detta fornminne      |
| Fårö 64:3                          | Stensättning                     |              | Fårö, Gotland       |       | 57.888619, 19.125967 | 10092000640003 | Ladda upp en bild av detta fornminne      |
| Fårö 65:1                          | Husgrund, förhistorisk/medeltida |              | Fårö, Gotland       |       | 57.889680, 19.091462 | 10092000650001 | Ladda upp en bild av detta fornminne      |
| Fårö 65:2                          | Husgrund, förhistorisk/medeltida |              | Fårö, Gotland       |       | 57.889230, 19.091471 | 10092000650002 | Ladda upp en bild av detta fornminne      |
| Fårö 67:1                          | Röse                             |              | Fårö, Gotland       |       | 57.885233, 19.123308 | 10092000670001 | Ladda upp en bild av detta fornminne      |
| Fårö 67:2                          | Stensättning                     |              | Fårö, Gotland       |       | 57.885142, 19.123346 | 10092000670002 | Ladda upp en bild av detta fornminne      |
| Fårö 69:1                          | Gravfält                         |              | Fårö, Gotland       |       | 57.883312, 19.091073 | 10092000690001 | Ladda upp en bild av detta fornminne      |
| Fårö 70:1                          | Husgrund, förhistorisk/medeltida |              | Fårö, Gotland       |       | 57.880927, 19.092549 | 10092000700001 | Ladda upp en bild av detta fornminne      |
| Fårö 72:1                          | Husgrund, förhistorisk/medeltida |              | Fårö, Gotland       |       | 57.877952, 19.093974 | 11000000000892 | Ladda upp en bild av detta fornminne      |
| Fårö 72:2                          | Husgrund, förhistorisk/medeltida |              | Fårö, Gotland       |       | 57.877750, 19.093186 | 11000000000893 | Ladda upp en bild av detta fornminne      |
| Fårö 72:3                          | Husgrund, förhistorisk/medeltida |              | Fårö, Gotland       |       | 57.878113, 19.093071 | 11000000000894 | Ladda upp en bild av detta fornminne      |
| Jensbacken (Fårö 73:1)             | Stensättning                     |              | Fårö, Gotland       |       | 57.872744, 19.086223 | 10092000730001 | Ladda upp en bild av detta fornminne      |
| Fårö 73:2                          | Stensättning                     |              | Fårö, Gotland       |       | 57.872644, 19.086007 | 10092000730002 | Ladda upp en bild av detta fornminne      |
| Fårö 73:3                          | Stensättning                     |              | Fårö, Gotland       |       | 57.872512, 19.086030 | 10092000730003 | Ladda upp en bild av detta fornminne      |
| Fårö 73:4                          | Stensättning                     |              | Fårö, Gotland       |       | 57.872387, 19.086160 | 10092000730004 | Ladda upp en bild av detta fornminne      |
| Fårö 74:1                          | Husgrund, förhistorisk/medeltida |              | Fårö, Gotland       |       | 57.868777, 19.100621 | 10092000740001 | Ladda upp en bild av detta fornminne      |
| Fårö 75:1                          | Stensättning                     |              | Fårö, Gotland       |       | 57.867428, 19.132014 | 10092000750001 | Ladda upp en bild av detta fornminne      |
| Fårö 76:1                          | Hällristning                     |              | Fårö, Gotland       |       | 57.868004, 19.091632 | 11100000000338 | Ladda upp en bild av detta fornminne      |
| Fårö 77:1                          | Stensättning                     |              | Fårö, Gotland       |       | 57.859987, 19.112739 | 10092000770001 | Ladda upp en bild av detta fornminne      |
| Fårö 77:2                          | Stensättning                     |              | Fårö, Gotland       |       | 57.859931, 19.112521 | 10092000770002 | Ladda upp en bild av detta fornminne      |
| Fårö 78:1                          | Husgrund, förhistorisk/medeltida |              | Fårö, Gotland       |       | 57.858135, 19.112279 | 10092000780001 | Ladda upp en bild av detta fornminne      |
| Fårö 78:2                          | Husgrund, förhistorisk/medeltida |              | Fårö, Gotland       |       | 57.857919, 19.112823 | 10092000780002 | Ladda upp en bild av detta fornminne      |
| Fårö 78:3                          | Husgrund, förhistorisk/medeltida |              | Fårö, Gotland       |       | 57.857689, 19.113185 | 10092000780003 | Ladda upp en bild av detta fornminne      |
| Fårö 78:4                          | Husgrund, förhistorisk/medeltida |              | Fårö, Gotland       |       | 57.857797, 19.113388 | 10092000780004 | Ladda upp en bild av detta fornminne      |
| Fårö 79:1                          | Stensättning                     |              | Fårö, Gotland       |       | 57.857773, 19.110352 | 10092000790001 | Ladda upp en bild av detta fornminne      |
| Fårö 79:2                          | Stensättning                     |              | Fårö, Gotland       |       | 57.857555, 19.110429 | 10092000790002 | Ladda upp en bild av detta fornminne      |
| Fårö 80:1                          | Stensättning                     |              | Fårö, Gotland       |       | 57.854569, 19.113145 | 10092000800001 | Ladda upp en bild av detta fornminne      |
| Fårö 82:1                          | Grav markerad av sten/block      |              | Fårö, Gotland       |       | 57.975441, 19.161782 | 10092000820001 | Ladda upp en bild av detta fornminne      |
| "Klingesten" (Fårö 83:1)           | Grav markerad av sten/block      |              | Fårö, Gotland       |       | 57.974363, 19.163375 | 10092000830001 | Ladda upp en bild av detta fornminne      |
| Fårö 84:1                          | Grav markerad av sten/block      |              | Fårö, Gotland       |       | 57.972745, 19.164606 | 10092000840001 | Ladda upp en bild av detta fornminne      |
| Fårö 85:1                          | Husgrund, förhistorisk/medeltida |              | Fårö, Gotland       |       | 57.973303, 19.165908 | 10092000850001 | Ladda upp en bild av detta fornminne      |
| Fårö 85:2                          | Husgrund, förhistorisk/medeltida |              | Fårö, Gotland       |       | 57.973750, 19.166149 | 10092000850002 | Ladda upp en bild av detta fornminne      |
| Fårö 87:1                          | Husgrund, förhistorisk/medeltida |              | Fårö, Gotland       |       | 57.973700, 19.166935 | 10092000870001 | Ladda upp en bild av detta fornminne      |
| Fårö 87:2                          | Husgrund, förhistorisk/medeltida |              | Fårö, Gotland       |       | 57.973532, 19.166825 | 10092000870002 | Ladda upp en bild av detta fornminne      |
| Fårö 88:1                          | Husgrund, historisk tid          |              | Fårö, Gotland       |       | 57.973953, 19.165176 | 10092000880001 | Ladda upp en bild av detta fornminne      |
| Fårö 90:1                          | Husgrund, förhistorisk/medeltida |              | Fårö, Gotland       |       | 57.975447, 19.166374 | 10092000900001 | Ladda upp en bild av detta fornminne      |
| Fårö 90:2                          | Husgrund, förhistorisk/medeltida |              | Fårö, Gotland       |       | 57.975265, 19.165651 | 10092000900002 | Ladda upp en bild av detta fornminne      |
| Fårö 92:1                          | Hällristning                     |              | Fårö, Gotland       |       | 57.903056, 19.070617 | 11100000000339 | Ladda upp en bild av detta fornminne      |
| Fårö 93:1                          | Hällristning                     |              | Fårö, Gotland       |       | 57.903171, 19.068057 | 11100000000340 | Ladda upp en bild av detta fornminne      |
| Fårö 93:2                          | Hällristning                     |              | Fårö, Gotland       |       | 57.902944, 19.068641 | 11100000000341 | Ladda upp en bild av detta fornminne      |
| Fårö 94:1                          | Stensättning                     |              | Fårö, Gotland       |       | 57.899417, 19.080402 | 10092000940001 | Ladda upp en bild av detta fornminne      |
| Fårö 95:1                          | Röse                             |              | Fårö, Gotland       |       | 57.912480, 19.066277 | 10092000950001 | Ladda upp en bild av detta fornminne      |
| Fårö 96:1                          | Röse                             |              | Fårö, Gotland       |       | 57.861811, 19.111901 | 10092000960001 | Ladda upp en bild av detta fornminne      |
| Fårö 97:1                          | Husgrund, förhistorisk/medeltida |              | Fårö, Gotland       |       | 57.888722, 19.090833 | 10092000970001 | Ladda upp en bild av detta fornminne      |
| Fårö 118:1                         | Husgrund, förhistorisk/medeltida |              | Fårö, Gotland       |       | 57.901740, 19.123093 | 11000000000896 | Ladda upp en bild av detta fornminne      |
| Fårö 118:2                         | Husgrund, förhistorisk/medeltida |              | Fårö, Gotland       |       | 57.901850, 19.122944 | 11000000000897 | Ladda upp en bild av detta fornminne      |
| Fårö 118:4                         | Husgrund, förhistorisk/medeltida |              | Fårö, Gotland       |       | 57.901201, 19.123787 | 11000000000898 | Ladda upp en bild av detta fornminne      |
| Fårö 120:1                         | Husgrund, förhistorisk/medeltida |              | Fårö, Gotland       |       | 57.889587, 19.129446 | 10092001200001 | Ladda upp en bild av detta fornminne      |
| Fårö 135:1                         | Husgrund, förhistorisk/medeltida |              | Fårö, Gotland       |       | 57.887951, 19.090096 | 10092001350001 | Ladda upp en bild av detta fornminne      |
| Fårö 142:1                         | Röse                             |              | Fårö, Gotland       |       | 57.855664, 19.110040 | 10092001420001 | Ladda upp en bild av detta fornminne      |
| Fårö 143:1                         | Stensättning                     |              | Fårö, Gotland       |       | 57.860468, 19.099239 | 10092001430001 | Ladda upp en bild av detta fornminne      |
| Fårö 146:1                         | Husgrund, förhistorisk/medeltida |              | Fårö, Gotland       |       | 57.858375, 19.113731 | 10092001460001 | Ladda upp en bild av detta fornminne      |
| Engelska kyrkogården (Fårö 148:1)  | Begravningsplats                 |              | Fårö, Gotland       |       | 57.850841, 19.130209 | 10092001480001 | Ladda upp en till bild av detta fornminne |
| Fårö 159:1                         | Stensättning                     |              | Fårö, Gotland       |       | 57.970281, 19.194596 | 10092001590001 | Ladda upp en bild av detta fornminne      |
| Fårö 163:1                         | Stensättning                     |              | Fårö, Gotland       |       | 57.996916, 19.241537 | 10092001630001 | Ladda upp en bild av detta fornminne      |
| Fårö 166:1                         | Röse                             |              | Fårö, Gotland       |       | 57.996237, 19.179975 | 10092001660001 | Ladda upp en till bild av detta fornminne |
| Fårö 169:1                         | Stensättning                     |              | Fårö, Gotland       |       | 57.956168, 19.199936 | 10092001690001 | Ladda upp en bild av detta fornminne      |
| Fårö 175:1                         | Stensättning                     |              | Fårö, Gotland       |       | 57.959880, 19.207546 | 10092001750001 | Ladda upp en bild av detta fornminne      |
| Fårö 177:1                         | Stensättning                     |              | Fårö, Gotland       |       | 57.947433, 19.200269 | 10092001770001 | Ladda upp en bild av detta fornminne      |
| Fårö 186:1                         | Husgrund, förhistorisk/medeltida |              | Fårö, Gotland       |       | 57.931891, 19.185730 | 10092001860001 | Ladda upp en bild av detta fornminne      |
| Fårö 188:1                         | Husgrund, förhistorisk/medeltida |              | Fårö, Gotland       |       | 57.931722, 19.190543 | 10092001880001 | Ladda upp en bild av detta fornminne      |
| Fårö 188:2                         | Husgrund, förhistorisk/medeltida |              | Fårö, Gotland       |       | 57.931502, 19.190465 | 10092001880002 | Ladda upp en bild av detta fornminne      |
| Fårö 189:1                         | Husgrund, förhistorisk/medeltida |              | Fårö, Gotland       |       | 57.930273, 19.189428 | 10092001890001 | Ladda upp en bild av detta fornminne      |
| Fårö 190:1                         | Stensättning                     |              | Fårö, Gotland       |       | 57.929430, 19.190043 | 10092001900001 | Ladda upp en bild av detta fornminne      |
| Fårö 191:1                         | Röse                             |              | Fårö, Gotland       |       | 57.941852, 19.221659 | 10092001910001 | Ladda upp en bild av detta fornminne      |
| Fårö 193:1                         | Stensättning                     |              | Fårö, Gotland       |       | 57.940469, 19.218898 | 10092001930001 | Ladda upp en bild av detta fornminne      |
| Fårö 194:1                         | Stensättning                     |              | Fårö, Gotland       |       | 57.943282, 19.208588 | 10092001940001 | Ladda upp en bild av detta fornminne      |
| Fårö 195:2                         | Röse                             |              | Fårö, Gotland       |       | 57.955753, 19.174563 | 10092001950002 | Ladda upp en bild av detta fornminne      |
| Fårö 198:1                         | Stensättning                     |              | Fårö, Gotland       |       | 57.945105, 19.186370 | 10092001980001 | Ladda upp en bild av detta fornminne      |
| Fårö 200:1                         | Stensättning                     |              | Fårö, Gotland       |       | 57.932821, 19.193287 | 10092002000001 | Ladda upp en bild av detta fornminne      |
| Fårö 200:2                         | Stensättning                     |              | Fårö, Gotland       |       | 57.932727, 19.193338 | 10092002000002 | Ladda upp en bild av detta fornminne      |
| Fårö 200:3                         | Stensättning                     |              | Fårö, Gotland       |       | 57.932630, 19.193376 | 10092002000003 | Ladda upp en bild av detta fornminne      |
| Fårö 203:1                         | Stensättning                     |              | Fårö, Gotland       |       | 57.939578, 19.185678 | 10092002030001 | Ladda upp en bild av detta fornminne      |
| Fårö 205:1                         | Husgrund, förhistorisk/medeltida |              | Fårö, Gotland       |       | 57.942256, 19.185955 | 10092002050001 | Ladda upp en bild av detta fornminne      |
| Fårö 206:1                         | Gravfält                         |              | Fårö, Gotland       |       | 57.942627, 19.187397 | 10092002060001 | Ladda upp en bild av detta fornminne      |
| Fårö 207:1                         | Hällristning                     |              | Fårö, Gotland       |       | 57.942076, 19.187414 | 10092002070001 | Ladda upp en bild av detta fornminne      |
| Fårö 207:2                         | Husgrund, förhistorisk/medeltida |              | Fårö, Gotland       |       | 57.941858, 19.186987 | 11000000000903 | Ladda upp en bild av detta fornminne      |
| Fårö 207:3                         | Husgrund, förhistorisk/medeltida |              | Fårö, Gotland       |       | 57.941938, 19.186459 | 11000000000904 | Ladda upp en bild av detta fornminne      |
| Fårö 207:4                         | Husgrund, förhistorisk/medeltida |              | Fårö, Gotland       |       | 57.941701, 19.186188 | 11000000000905 | Ladda upp en bild av detta fornminne      |
| Fårö 212:1                         | Husgrund, förhistorisk/medeltida |              | Fårö, Gotland       |       | 57.967711, 19.117686 | 10092002120001 | Ladda upp en bild av detta fornminne      |
| Fårö 219:1                         | Stensättning                     |              | Fårö, Gotland       |       | 57.915415, 19.135430 | 10092002190001 | Ladda upp en bild av detta fornminne      |
| Fårö 219:2                         | Stensättning                     |              | Fårö, Gotland       |       | 57.915332, 19.135743 | 10092002190002 | Ladda upp en bild av detta fornminne      |
| Fårö 219:3                         | Stensättning                     |              | Fårö, Gotland       |       | 57.915339, 19.135907 | 10092002190003 | Ladda upp en bild av detta fornminne      |
| Fårö 219:4                         | Stensättning                     |              | Fårö, Gotland       |       | 57.915203, 19.135715 | 10092002190004 | Ladda upp en bild av detta fornminne      |
| Fårö 221:1                         | Gravfält                         |              | Fårö, Gotland       |       | 57.913072, 19.120769 | 10092002210001 | Ladda upp en till bild av detta fornminne |
| Fårö 222:1                         | Husgrund, förhistorisk/medeltida |              | Fårö, Gotland       |       | 57.913358, 19.119452 | 10092002220001 | Ladda upp en bild av detta fornminne      |
| Fårö 222:2                         | Husgrund, förhistorisk/medeltida |              | Fårö, Gotland       |       | 57.913583, 19.119642 | 10092002220002 | Ladda upp en bild av detta fornminne      |
| Fårö 231:1                         | Stensättning                     |              | Fårö, Gotland       |       | 57.979749, 19.124455 | 10092002310001 | Ladda upp en bild av detta fornminne      |
| Fårö 233:1                         | Begravningsplats                 |              | Fårö, Gotland       |       | 57.958552, 19.239177 | 10092002330001 | Ladda upp en bild av detta fornminne      |
| Fårö 235:1                         | Husgrund, förhistorisk/medeltida |              | Fårö, Gotland       |       | 57.910070, 19.115177 | 10092002350001 | Ladda upp en bild av detta fornminne      |
| Fårö 235:3                         | Husgrund, förhistorisk/medeltida |              | Fårö, Gotland       |       | 57.909226, 19.116601 | 10092002350003 | Ladda upp en bild av detta fornminne      |
| Fårö 237:2                         | Husgrund, historisk tid          |              | Fårö, Gotland       |       | 57.909374, 19.118459 | 10092002370002 | Ladda upp en bild av detta fornminne      |
| Fårö 240:2                         | Hällristning                     |              | Fårö, Gotland       |       | 57.911285, 19.111182 | 11100000000282 | Ladda upp en bild av detta fornminne      |
| Fårö 240:3                         | Hällristning                     |              | Fårö, Gotland       |       | 57.911254, 19.111038 | 11100000000283 | Ladda upp en bild av detta fornminne      |
| Fårö 240:4                         | Hällristning                     |              | Fårö, Gotland       |       | 57.911318, 19.110878 | 11100000000284 | Ladda upp en bild av detta fornminne      |
| Kyrkogården (Fårö 244:1)           | Begravningsplats                 |              | Fårö, Gotland       |       | 58.381387, 19.283664 | 10092002440001 | Ladda upp en bild av detta fornminne      |
| Fårö 246:1                         | Fiskeläge                        |              | Fårö, Gotland       |       | 58.381697, 19.285405 | 10092002460001 | Ladda upp en bild av detta fornminne      |
| Fårö 259:1                         | Röse                             |              | Fårö, Gotland       |       | 57.849161, 19.129417 | 10092002590001 | Ladda upp en bild av detta fornminne      |
| Fårö 259:2                         | Stensättning                     |              | Fårö, Gotland       |       | 57.849077, 19.129409 | 10092002590002 | Ladda upp en bild av detta fornminne      |
| Fårö 260:1                         | Husgrund, förhistorisk/medeltida |              | Fårö, Gotland       |       | 57.899227, 19.094823 | 11000000000909 | Ladda upp en bild av detta fornminne      |
| Fårö 260:7                         | Husgrund, förhistorisk/medeltida |              | Fårö, Gotland       |       | 57.898262, 19.095136 | 11000000000911 | Ladda upp en bild av detta fornminne      |
| Fårö 267:1                         | Husgrund, förhistorisk/medeltida |              | Fårö, Gotland       |       | 57.892778, 19.098440 | 10092002670001 | Ladda upp en bild av detta fornminne      |
| Fårö 267:2                         | Husgrund, förhistorisk/medeltida |              | Fårö, Gotland       |       | 57.892487, 19.098392 | 10092002670002 | Ladda upp en bild av detta fornminne      |
| Fårö 271:1                         | Stensättning                     |              | Fårö, Gotland       |       | 57.907845, 19.086887 | 10092002710001 | Ladda upp en bild av detta fornminne      |
| Kutemora (Cute moora) (Fårö 273:1) | Husgrund, förhistorisk/medeltida |              | Fårö, Gotland       |       | 57.889052, 19.098732 | 10092002730001 | Ladda upp en bild av detta fornminne      |
| Fårö 273:5                         | Husgrund, förhistorisk/medeltida |              | Fårö, Gotland       |       | 57.888720, 19.098996 | 10092002730005 | Ladda upp en bild av detta fornminne      |
| Fårö 273:6                         | Husgrund, förhistorisk/medeltida |              | Fårö, Gotland       |       | 57.888715, 19.098743 | 10092002730006 | Ladda upp en bild av detta fornminne      |
| Fårö 273:7                         | Husgrund, historisk tid          |              | Fårö, Gotland       |       | 57.888955, 19.099129 | 10092002730007 | Ladda upp en bild av detta fornminne      |
| Fårö 275:1                         | Röse                             |              | Fårö, Gotland       |       | 57.900050, 19.090208 | 10092002750001 | Ladda upp en bild av detta fornminne      |
| Fårö 275:3                         | Stensättning                     |              | Fårö, Gotland       |       | 57.899870, 19.090682 | 10092002750003 | Ladda upp en bild av detta fornminne      |
| Fårö 276:1                         | Stensättning                     |              | Fårö, Gotland       |       | 57.900723, 19.089397 | 10092002760001 | Ladda upp en bild av detta fornminne      |
| Fårö 278:1                         | Stenkrets                        |              | Fårö, Gotland       |       | 57.903545, 19.085185 | 10092002780001 | Ladda upp en bild av detta fornminne      |
| Fårö 278:2                         | Stensättning                     |              | Fårö, Gotland       |       | 57.903621, 19.084990 | 10092002780002 | Ladda upp en bild av detta fornminne      |
| Fårö 279:1                         | Gravfält                         |              | Fårö, Gotland       |       | 57.898857, 19.092267 | 10092002790001 | Ladda upp en bild av detta fornminne      |
| Fårö 279:2                         | Stensättning                     |              | Fårö, Gotland       |       | 57.899330, 19.091395 | 10092002790002 | Ladda upp en bild av detta fornminne      |
| Fårö 279:3                         | Stensättning                     |              | Fårö, Gotland       |       | 57.899416, 19.091430 | 10092002790003 | Ladda upp en bild av detta fornminne      |
| Fårö 282:1                         | Stensättning                     |              | Fårö, Gotland       |       | 57.889731, 19.134725 | 10092002820001 | Ladda upp en bild av detta fornminne      |
| Fårö 285:1                         | Röse                             |              | Fårö, Gotland       |       | 57.920116, 19.058084 | 10092002850001 | Ladda upp en bild av detta fornminne      |
| Fårö 286:1                         | Stensättning                     |              | Fårö, Gotland       |       | 57.910867, 19.076515 | 10092002860001 | Ladda upp en bild av detta fornminne      |
| Fårö 286:2                         | Stensättning                     |              | Fårö, Gotland       |       | 57.910978, 19.077029 | 10092002860002 | Ladda upp en bild av detta fornminne      |
| Fårö 286:3                         | Stensättning                     |              | Fårö, Gotland       |       | 57.910851, 19.077034 | 10092002860003 | Ladda upp en bild av detta fornminne      |
| Fårö 288:1                         | Stensättning                     |              | Fårö, Gotland       |       | 57.911939, 19.086584 | 10092002880001 | Ladda upp en bild av detta fornminne      |
| Fårö 290:1                         | Röse                             |              | Fårö, Gotland       |       | 57.914017, 19.087109 | 10092002900001 | Ladda upp en bild av detta fornminne      |
| Fårö 290:2                         | Stenkrets                        |              | Fårö, Gotland       |       | 57.913899, 19.087085 | 10092002900002 | Ladda upp en bild av detta fornminne      |
| Fårö 290:3                         | Stensättning                     |              | Fårö, Gotland       |       | 57.913588, 19.086923 | 10092002900003 | Ladda upp en bild av detta fornminne      |
| Fårö 292:1                         | Stensättning                     |              | Fårö, Gotland       |       | 57.912260, 19.057497 | 10092002920001 | Ladda upp en bild av detta fornminne      |
| Fårö 292:2                         | Stensättning                     |              | Fårö, Gotland       |       | 57.912449, 19.057063 | 10092002920002 | Ladda upp en bild av detta fornminne      |
| Fårö 295:1                         | Husgrund, förhistorisk/medeltida |              | Fårö, Gotland       |       | 57.915008, 19.090354 | 10092002950001 | Ladda upp en bild av detta fornminne      |
| Fårö 296:1                         | Stensättning                     |              | Fårö, Gotland       |       | 57.907002, 19.084497 | 10092002960001 | Ladda upp en bild av detta fornminne      |
| Fårö 296:3                         | Stenkrets                        |              | Fårö, Gotland       |       | 57.907301, 19.085224 | 10092002960003 | Ladda upp en bild av detta fornminne      |
| Fårö 300:1                         | Husgrund, förhistorisk/medeltida |              | Fårö, Gotland       |       | 57.879310, 19.094994 | 10092003000001 | Ladda upp en bild av detta fornminne      |
| Fårö 307:1                         | Stensättning                     |              | Fårö, Gotland       |       | 58.343580, 19.213787 | 10092003070001 | Ladda upp en till bild av detta fornminne |
| Fårö 307:2                         | Stensättning                     |              | Fårö, Gotland       |       | 58.343536, 19.213566 | 10092003070002 | Ladda upp en bild av detta fornminne      |
| Fårö 308:1                         | Begravningsplats                 |              | Fårö, Gotland       |       | 58.342906, 19.214654 | 10092003080001 | Ladda upp en bild av detta fornminne      |
| Stormbrottet (Fårö 309:1)          | Stensättning                     |              | Fårö, Gotland       |       | 58.342325, 19.217468 | 10092003090001 | Ladda upp en bild av detta fornminne      |
| Fårö 309:2                         | Stensättning                     |              | Fårö, Gotland       |       | 58.342415, 19.217756 | 10092003090002 | Ladda upp en bild av detta fornminne      |
| Fårö 310:1                         | Stensättning                     |              | Fårö, Gotland       |       | 58.341751, 19.213965 | 10092003100001 | Ladda upp en bild av detta fornminne      |
| Fårö 311:1                         | Stensättning                     |              | Fårö, Gotland       |       | 58.340888, 19.214355 | 10092003110001 | Ladda upp en bild av detta fornminne      |
| Fårö 312:1                         | Gravfält                         |              | Fårö, Gotland       |       | 58.340496, 19.214666 | 10092003120001 | Ladda upp en till bild av detta fornminne |
| Fårö 316:1                         | Stensättning                     |              | Fårö, Gotland       |       | 58.339012, 19.240025 | 10092003160001 | Ladda upp en till bild av detta fornminne |
| Fårö 316:2                         | Stensättning                     |              | Fårö, Gotland       |       | 58.339205, 19.240243 | 10092003160002 | Ladda upp en till bild av detta fornminne |
| Fårö 317:1                         | Stensättning                     |              | Fårö, Gotland       |       | 58.337795, 19.244254 | 10092003170001 | Ladda upp en till bild av detta fornminne |
| Fårö 317:2                         | Stensättning                     |              | Fårö, Gotland       |       | 58.337873, 19.244281 | 10092003170002 | Ladda upp en till bild av detta fornminne |
| Ryska kyrkogården (Fårö 319:1)     | Begravningsplats                 |              | Fårö, Gotland       |       | 58.351681, 19.297434 | 10092003190001 | Ladda upp en bild av detta fornminne      |
| Fårö 321:1                         | Stensättning                     |              | Fårö, Gotland       |       | 58.364203, 19.318176 | 10092003210001 | Ladda upp en till bild av detta fornminne |
| Fårö 345:1                         | Stensättning                     |              | Fårö, Gotland       |       | 57.941627, 19.091526 | 10092003450001 | Ladda upp en bild av detta fornminne      |
| S:t Olofs kyrka (Fårö 346:1)       | Kyrka/kapell                     |              | Fårö, Gotland       |       | 57.941980, 19.090412 | 10092003460001 | Ladda upp en till bild av detta fornminne |
| Fårö 346:2                         | Begravningsplats                 |              | Fårö, Gotland       |       | 57.942142, 19.090413 | 10092003460002 | Ladda upp en till bild av detta fornminne |
| Fårö 346:5                         | Stensättning                     |              | Fårö, Gotland       |       | 57.942209, 19.089339 | 10092003460005 | Ladda upp en bild av detta fornminne      |
| Fårö 351:1                         | Stensättning                     |              | Fårö, Gotland       |       | 57.973296, 19.138541 | 10092003510001 | Ladda upp en bild av detta fornminne      |
| Fårö 352:1                         | Stensättning                     |              | Fårö, Gotland       |       | 57.911015, 19.115534 | 10092003520001 | Ladda upp en bild av detta fornminne      |
| Fårö 365:1                         | Stensättning                     |              | Fårö, Gotland       |       | 57.903810, 19.119135 | 10092003650001 | Ladda upp en bild av detta fornminne      |
| Fårö 369:1                         | Stensättning                     |              | Fårö, Gotland       |       | 57.944104, 19.192577 | 10092003690001 | Ladda upp en bild av detta fornminne      |
| Fårö 378:1                         | Hällristning                     |              | Fårö, Gotland       |       | 57.914145, 19.092314 | 10092003780001 | Ladda upp en bild av detta fornminne      |
| Fårö 379:1                         | Hällristning                     |              | Fårö, Gotland       |       | 57.913420, 19.089768 | 10092003790001 | Ladda upp en till bild av detta fornminne |
| Fårö 380:1                         | Gravfält                         |              | Fårö, Gotland       |       | 57.848673, 19.122726 | 10092003800001 | Ladda upp en bild av detta fornminne      |
| Fårö 381:1                         | Hällristning                     |              | Fårö, Gotland       |       | 57.911667, 19.048756 | 11100000000455 | Ladda upp en bild av detta fornminne      |
| Fårö 381:2                         | Hällristning                     |              | Fårö, Gotland       |       | 57.911565, 19.049028 | 11100000000456 | Ladda upp en bild av detta fornminne      |
| Fårö 381:3                         | Hällristning                     |              | Fårö, Gotland       |       | 57.911472, 19.049155 | 11100000000457 | Ladda upp en bild av detta fornminne      |